# 元首總部

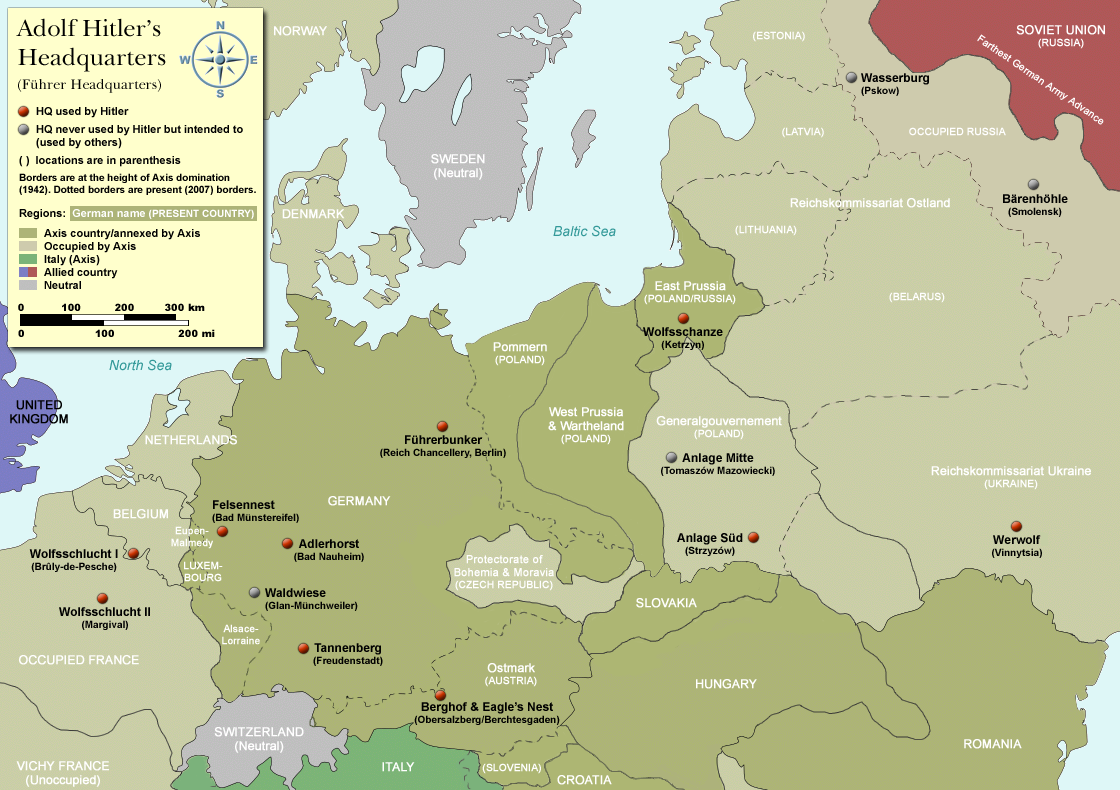
地圖上顯示元首總部的位置

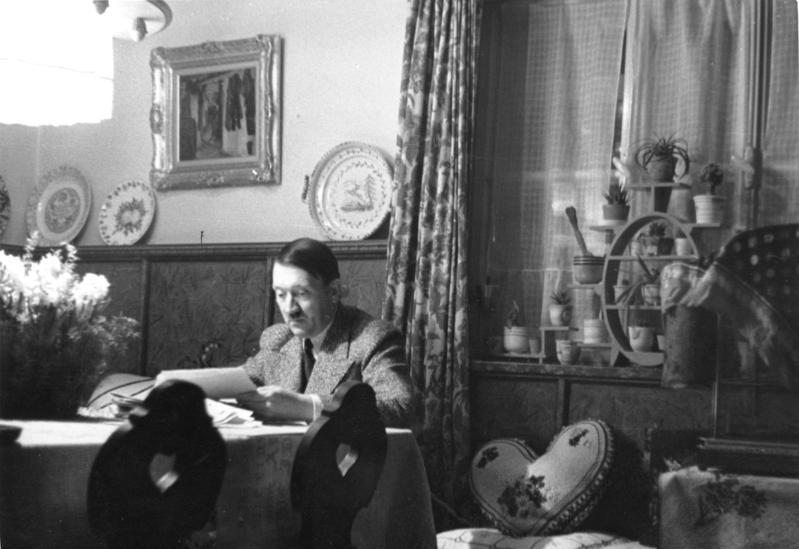
元首於貝格霍夫閲讀（1936年）

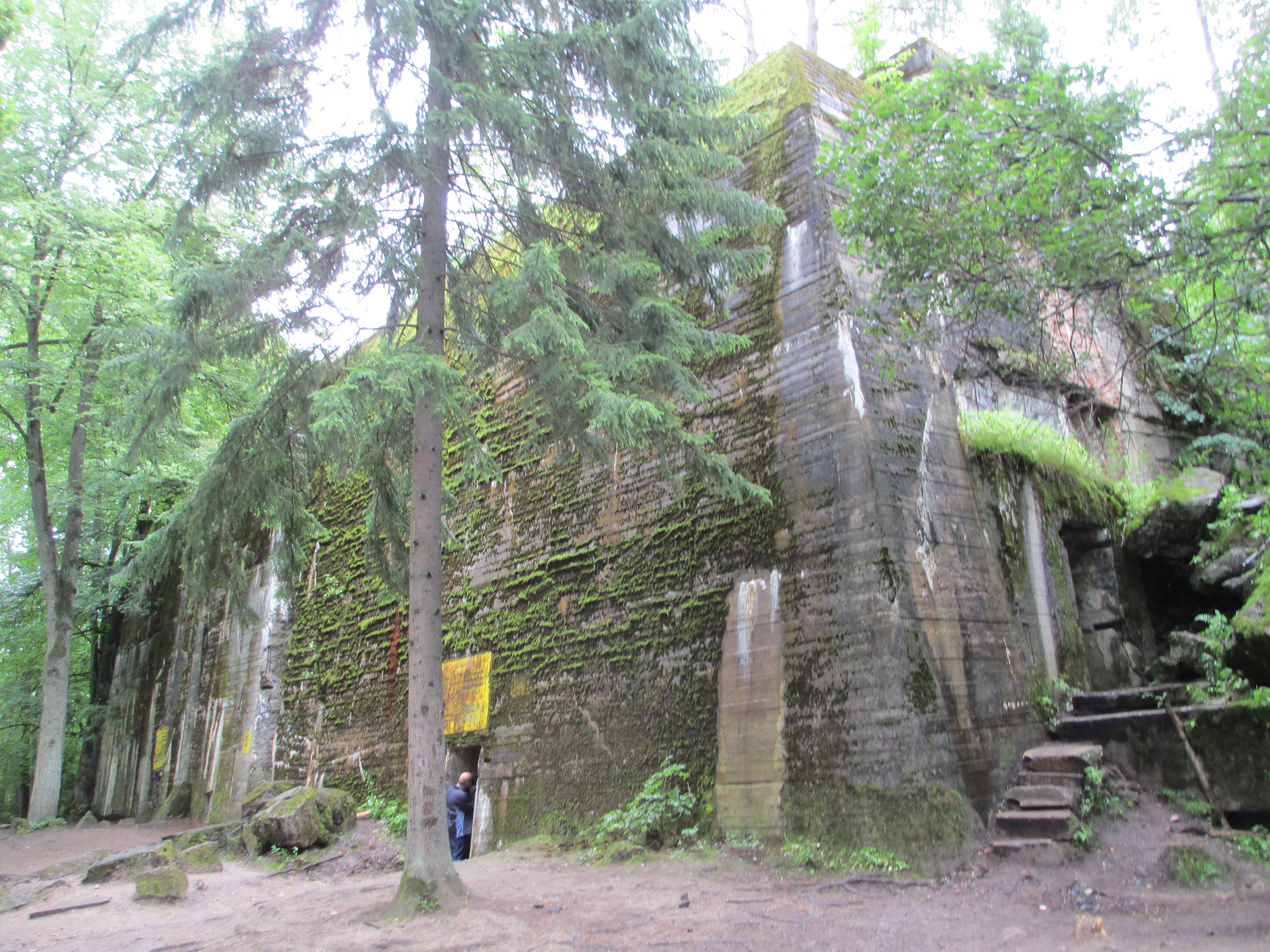
狼穴現狀

元首總部（德語：Führerhauptquartier）或縮寫為FHQ，在二次大戰期間，是納粹德國元首希特勒及多位主要官員及軍官們的作戰指揮辦公處所。其並非單一而是多數個遍佈整個歐洲。最知名的有二戰末期於柏林的元首地堡，希特勒在1945年4月30日於該處自殺。其他則如在東普魯士的狼穴，是7月20日密謀案的發生地。希特勒的私人宅邸，貝格霍夫、穆斯拉納科普夫山茶館、上薩爾茨堡及貝希特斯加登，經常用來會見國內外官員。

## 簡介
在二次大戰開始時，還未有為希特勒固定一常設的作戰總部，希特勒前往前線常利用飛機或專列，元首專列可被視為其首個作戰總部。首個固定的指揮處所是Felsennest，於1940年5月的法國戰役被使用。戰時，希特勒很少待在柏林，大多是在狼穴或貝格霍夫。元首總部被特別設計給元首指揮所用，有通訊設備、會議室、安全措施、掩體及防衛設施等準備。即貝格霍夫和奧柏薩爾斯堡也有修改和擴展相當的軍事設施。國防軍日報除報導前線戰況外，也報導元首總部的情形。元首總部並不能視並一嚴謹的軍事總部，但因希特勒任命自己為陸軍總司令後，往往成為事實上的軍事總部，包含國防軍最高統帥部的成員。每個希特勒待過的地方不能就視為元首總部，而希特勒也未待過每個官方所認定的元首總部。元首地堡則是事實上的最後一個元首總部。